# Jungo Fujimoto
Jungo Fujimoto (n. 24 martie 1984) este un fotbalist japonez.

## Statistici
| Japonia | Japonia | Japonia |
| An      | Meciuri | Goluri  |
| ------- | ------- | ------- |
| 2007    | 4       | 0       |
| 2008    | 0       | 0       |
| 2009    | 0       | 0       |
| 2010    | 2       | 0       |
| 2011    | 4       | 0       |
| 2012    | 3       | 1       |
| Total   | 13      | 1       |